# Eschach (powiat Ostalb)
Eschach – miejscowość i gmina w Niemczech, w kraju związkowym Badenia-Wirtembergia, w rejencji Stuttgart, w regionie Ostwürttemberg, w powiecie Ostalb, wchodzi w skład związku gmin Leintal-Frickenhofer Höhe. Leży ok. 18 km na zachód od Aalen.